# Marko Polo
Marko Polo (tal. i ven. Marco Polo; Venecija ili Korčula, 1254. – Venecija, 8. siječnja 1324.), bio je mletački istraživač, putopisac i trgovac, koji je postao poznat zbog zapisa o svom putovanju kroz Kinu.
Oko mjesta njegovog rođenja postoje mnoga sporenja, vezano uz to je li rođen u Veneciji (kako se slaže većina povjesničara) ili u gradiću Korčuli (teoriju koja zasniva se na jednom dokumentu iz 15. stoljeća stoljeća po kojem je obitelj Polo podrijetlom iz Dalmacije, iako oko toga ne postoji konsenzus, a recenziranje iz 2013. nazvalo je tu teoriju "čistim falsificiranjem ili čak krađom baštine") no nije sporno to da se rodio u ondašnjoj Mletačkoj Republici. Markov otac Niccolò i stric Matteo, poduzetni trgovci s Istokom, prevalili su između 1261. i 1269. put do Kine, priključivši se izaslanstvu koje je perzijski kan Hulagu slao mongolskomu velikom Kublaj-kanu, koji je tada imao svoju prijestolnicu u Khanbaliqu (Peking). Iz Kine su se vratili kao Kublaj-kanovi izaslanici papi, s pismom u kojem kan moli da mu se pošalju učeni ljudi, koji bi poučavali u njegovu carstvu. Kada su 1271. krenuli na svoje drugo putovanje s papinim odgovorom, prateći dva dominikanca u Kinu, priključio im se i Marko. Morem su putovali do sirijske obale (İskenderunski zaljev), kopnenim putem do Hormuza, preko Kermana do Balka, pa uz gornji tok rijeke Amu-Darje do Pamirske visoravni. Nastavili su između Tibeta i Lop Nura, prešli pustinju Gobi i 1275. stigli kanu Kublaju. Marko je postao kanov pouzdanik i ostao u njegovoj službi 17 godina, proputovavši mnoge krajeve Dalekog istoka (sve do Mjanmara i Vijetnama), upoznavši jezike i običaje različitih naroda. Godine 1292. pružila se putnicima prilika za povratak, kada je izaslanstvo pratilo mongolsku princezu kao nevjestu perzijskom kanu Arghunu. Venecijanci su krenuli morem uz obalu Indokine, Sumatre, Nikobara, Cejlona (Šri Lanka) i zapadne Indije do Hormuza, a zatim, otprativši princezu do Tabriza, preko Trabzona i Carigrada stigli potkraj 1295. u Veneciju. Godine 1298. Polo je sudjelovao u sukobu između mletačkih i genoveških brodova kraj Korčule, gdje je bio zarobljen. U zarobljeništvu je ispričao svoje doživljaje s putovanja prijatelju Rustichellu iz Pise, koji ih je zabilježio na francuskom jeziku u djelu Knjiga svjetskih čudesa (fr. Livre des merveilles du monde), poslije poznatom pod nazivom Milijun (tal. Milione). 
Od 14. stoljeća Polov putopis poslužio je kao podloga za zemljopisne (geografske) karte Azije (Laurentinski portulan iz 1375.), a bogatstvo i egzotičnost opisanoga svijeta poticali su pustolove pomorskih zemalja i gradova (Portugala, Španjolske, Genove) da traže pomorske putove u zemlje Dalekog istoka.

## Životopis
Oko mjesta njegovog rođenja postoji mnogo teorija, vezano uz to je li rođen u Veneciji ili u gradiću Korčuli,[nedostaje izvor] no nije sporno to da se rodio u ondašnjoj Mletačkoj Republici. 
Danas većina svjetskih povjesničara odbacuje teoriju o Korčuli kao mjestu rođenja, a recenziranje iz 2013. nazvalo je tu teoriju čistim falsificiranjem ili čak krađom baštine.
Naime, ulica i dio grada (po postojećim zapisima koji postoje i danas) u kojem se danas nalazi tzv. kuća Marka Pola, odgovaraju prostoru koji od najranijih dana pripada upravo obitelji Polo.
O podrijetlu imena također ima sporenja, talijansko ili hrvatsko podrijetlo, ali najlogičnija se čini pretpostavka da je ime slavenskog (hrvatskog) podrijetla i dolazi od ptice vodarice koja se u tom kraju nazivala pol. Tome u prilog ide i sam grb obitelji Polo koji u sebi sadrži slike četiri ptice vodarice, štoviše i sam Marko se potpisivao s Pol, a ne latiniziranim Polo.
Nikola, Markov otac i njegov brat Mate, još prije Markova rođenja postali su bogati i poznati trgovci trgujući na Bliskom Istoku. Godine 1260. su prebivali u Konstantinopolu, te su predvidjevši političke promjene u carstvu, sva svoja bogatstva pretvorili u drago kamenje i napustili grad. Prema zapisima iz knjige Marka Pola uputili su se u Aziju Kublaj-kanu. Prevalili su između 1261. i 1269. godine put do Kine, priključivši se poslanstvu perzijskog kana Hulagua velikom mongolskom Kublaj-kanu, koji je u to vrijeme imao svoju prijestolnicu u današnjem Pekingu. U međuvremenu je majka Marka Pola preminula i njega su odgajali ujak i ujna. Marko Polo je rastao i učio mnoga trgovačka znanja kao što su strane valute i upravljanje trgovačkim brodovima.
Iz Kine su se, otac i brat, vratili kao Kublaj-kanovi poslanici papi s pismom u kojem Kublaj-kan moli papu da mu pošalje učene ljude koji bi poučavali u njegovu Carstvu. Kad su oni s papinim odgovorom i s dva dominikanca krenuli ponovo prema Mongoliji god. 1271., poveli su sa sobom i 17 godišnjeg Marka Pola. Nakon četiri godine putovanja, god. 1275., stigli su do Kublaj-kana. 
Marko Polo je postao kanov pouzdanik i ostao u njegovoj službi punih 17 godina.
Proputovao je mnoge zemlje Dalekog istoka sve do današnje Burme i Vijetnama i upoznao mnoge jezike i običaje tih naroda. Godine 1292. pružila se Marku Polu, njegovu ocu i stricu prilika da se vrate natrag i nakon tri godine putovanja stigoše god. 1295. u Veneciju.
Preko 25.000 prijeđenih kilometara i 24 godine trajanja, s koje su donijeli mnoštvo ˝čudesa˝ u Europu, zbir je njihove legendarne odiseje.
Tri godine nakon povratka, god. 1298., Marko Polo je zarobljen u sukobu đenovljanskog i mletačkog brodovlja kod otoka Korčule. 
Odveden je u Genovu i bačen u tamnicu.
Tad je Marko Polo imao vremena razmišljati o dogodovštinama sa svog dugog i zanimljivog putovanja po istočnim zemljama. 
Te svoje doživljaje on priča svom "cimeru" u zatvoru Rustichelliju, koji ih je zabilježio na francuskom jeziku u knjizi: Livre des merveilles du monde.
Danas je ta knjiga poznata pod talijanskim naslovom: Il millione, i treća je najprevođenija i najčitanija knjiga u ljudskoj povijesti nakon Biblije i Kurana.
Tisuće pustolova i istraživača nadahnjivali su se njegovim pričama, te su kretali u nepoznato, željevši vidjeti i doživjeti barem djelić onoga o čemu je Marko pričao. 
Najpoznatiji među njima je bio Kristofor Kolumbo.
U kolovozu godine 1299. pušten je iz zatvora i vratio se u Veneciju, gdje je s ujakom i ocem radio u trgovačkoj tvrtki i ubrzo postao bogati trgovac. Godine 1300. oženio je Donatu Badoer, kćer trgovca Vitale Badoera. Imali su tri kćeri Fantinu, Bellelu i Moretu.
Godine 1323. zbog bolesti Marko Polo bio je prikovan za krevet. Dana 8. siječnja 1324. g. unatoč naporima liječnika preminuo je u svojoj postelji. Njegova obitelj je za izvršenje njegove oporuke zahtijevala Giovanni Giustiniani, svećenika iz San Procoloa.
Njegova supruga Donata i kćeri nasljedile su jednake dijelove njegove imovine. Crkva je dobila svoj dio imanja prema tadašnjem zakonu, a sam Marko Polo je odredio da taj dio pripadne samostanu San Lorenzo, mjestu gdje je želio biti pokopan. Također je testamentom pustio na slobodu roba Mongola koji ga je pratio na putovanjima po Aziji.

## O knjiziIl milione
Markova knjiga imala je presudan utjecaj u doba velikih otkrića. Zemljopisne karte Dalekog istoka stoljećima su izrađivane baš po njegovu putopisu.
Njemački je kartograf Johannes Schöner zapisao 1533. godine: 
"Iza Sinae i Ceresa (mitskih gradova središnje Azije)... otkrića mnogih zemalja zasluga su Marka Pola... obale tih zemalja nedavno su oplovili Kolumbo i Amerigo Vespucci u svojim putovanjima po Indijskom oceanu." 
Pokazat će se, dakako, da Kolumbo nije stigao do predjela koje je opisao Marko Polo, jer ga je na putu do njih zaustavilo kopno koje će po Amerigu biti prozvano – Amerika. 
Ali, preko crte obzora, Kolumba i druge velike istraživače privlačili su upravo Markovi živi prikazi. 
Poznato je da je Kristofor Kolumbo (1451. – 1506.) posjedovao jedno latinsko izdanje Markove knjige i u bilješkama koje je pravio tokom putovanja uspoređivao vlastita otkrića s mjestima koja je Marko opisao.

## Zanimljivosti
- Podvrsta ovaca Marko Polo (lat. Ovis ammon polii) opisana prilikom njegovo prijelaza planine Pamir nazvana je po njemu.
- Godine 1851. jedrenjak (kliper) izgrađen u Saint John, New Brunswick nazvan je Marco Polo, a bio je prvi brod koji je oplovio svijet za manje od šest mjeseci.

## Vanjske poveznice
- dr. Živan Filippi Marco Polo & Korčula  Arhivirana inačica izvorne stranice od 4. studenoga 2005. (Wayback Machine)
- Anđelko (Nedo) Pavešković putopisac Marco Polo